# Иванов, Алексей Иванович (синолог)
Алексей Иванович Иванов (1878—1937) — российский и советский учёный, синолог и тангутолог, доктор наук по литературоведению (без защиты, 1935).
Иванов был первым учёным, который начал изучать печатные книги и рукописи, найденные в заброшенном городе Хара-Хото во Внутренней Монголии П. К. Козловым в 1908—1909 годах. Является одним из авторов «Грамматики современного китайского языка».

## Биография
Родился 16 марта (28 марта по новому стилю) 1878 года в Санкт-Петербурге в семье артиста императорских театров.
В 1897 году — поступил в Санкт-Петербургский университет, по окончании которого в 1902 году — отправился в Китай для продолжения обучения, откуда вернулся в 1904 году. Затем в течение года находился в Англии, Франции и Германии с целью повышения образования.
С 1904 года — Иванов преподавал китайский язык в Санкт-Петербургском университете.
В 1915 году — стал профессором китайского и маньчжурского языков.
В 1909 году — защитил магистерскую диссертацию «Ван Ань-ши и его реформы».
В 1913 году — защитил диссертацию на степень доктора китайской словесности. В 1917 году был директором Практической восточной академии. В 1922 году находился в качестве переводчика в советском посольстве в Пекине.
Подвергся репрессиям, был арестован 26 августа 1937 года.
8 октября 1937 года ВК ВС СССР был приговорен к высшей мере наказания и в тот же день расстрелян.
Реабилитирован в 1958 году.

## Некоторые труды
- 1909 — Иванов А. И. Ван-Ань-Ши и его реформы / Издание Факультета восточных языков ИСПбУ. № 29. — СПб.
- 1912 — Иванов А. И. Материалы по китайской философии. Введение: Школа Фа. Хань Фэй-цзы. Перевод / Издание Факультета восточных языков ИСПбУ. № 39. — СПб.